# Myrcia adunca
Myrcia adunca là một loài thực vật có hoa trong Họ Đào kim nương.